# Henri François Pittier
Henri François Pittier (Bex, Suïssa, 13 d'agost de 1857 - Caracas, Veneçuela, 27 de gener de 1950) va ser un enginyer, geògraf, naturalista i botànic suís. Va ser pioner en la creació de Parcs nacionals a Veneçuela, país en el que finalment es va radicar i on va dedicar bona part de les seves investigacions.

## Biografia
Va estudiar a l'Escola Politècnica Federal de Zurich, Suïssa, i a la Universitat de Jena, Alemanya, doctorant-se en enginyeria i en filosofia. Va treballar prop de 2 anys a l'Oficina Federal de Topografia de Suïssa. Després va exerceix com a professor de ciències naturals al col·legi de Château d'Oex i després al departament de Geografia de la Universitat de Lausana, on se li atorga el títol de "doctor honoris causa en Ciències".
Es va casar tres vegades, la primera vegada a Lausana, Suïssa i l'esposa es va quedar a Europa; la segona vegada, a Costa Rica el 1887, a San José, amb Guillermina de Fàbrega, amb qui va tenir 3 fills: Margarita, Emilio i Teresa. Quinze anys més tard va marxar a Washington, EUA, i la seva dona es va quedar a Costa Rica, viatjant només amb els seus 3 fills; i la tercera vegada, als EUA amb Charlotte de Pittier, que es va convertir en la mare dels tres nens.
Cap a mitjans dels anys 1980 viatja pel Mediterrani i el Pròxim Orient per enriquir la seva cultura sobre aquestes regions de l'orbe.
En complir els 30 anys viatja a Amèrica per establir-se a Costa Rica el 1887. Havia estat contactat per Mauro Fernández i Ricardo Jiménez, que buscaven modernitzar l'educació i el van contractar per al Liceu de Costa Rica. Aviat va fundar l'Institut Meteorològic Nacional i es va fer càrrec de la direcció de l'Institut Físic Geogràfic, on funciona l'Herbari Nacional de l'actualitat, una estació meteorològica, un servei de geografia i un museu de ciències naturals; també va publicar el Butlletí d'aquest establiment científic. Amb dos dels seus connacionals, Paul Biolley i Adolphe Tonduz, i el costa-riqueny Anastasio Alfaro, va crear el Museu Nacional. Paral·lelament es va dedicar a l'estudi de la flora i la fauna de Costa Rica i va intervenir en els aixecaments cartogràfics i en la delineació de carreteres i vies fèrries.
Després de 15 anys de vida a Costa Rica viatja en 1901 als Estats Units on entra a treballar en el Ministeri d'Agricultura dels Estats Units a l'àrea de Botànica i aborda el tema amb l'estudi de les col·leccions que va realitzar a Costa Rica; com a producte d'aquesta investigacions publica en 1907 l'obra "Primitia Flora Costaricencis".
En l'exercici com a botànic realitza treballs de camp sobre botànica tropical en diversos països tropicals Mèxic, Guatemala, Panamà, Colòmbia i Equador.
El 1913 va realitzar la seva primera visita a Veneçuela com a assessor per a la instal·lació d'una escola d'agricultura a Maracay, estat Aragua; en vista que les seves observacions no van ser acceptades, va decidir tornar a Washington. En aquest viatge obté un lot de plantes procedents dels estats Aragua, Lara i Yaracuy.
Torna a Veneçuela el 1917 cridat pel govern per fundar una Estació Experimental Agrícola al barri de Cotitza a Caracas, projecte que no té èxit.
El 1919, s'instal·la definitivament al país treballant per al Ministeri de Relacions Exteriors. Llavors a l'edat de 62 anys va començar de nou la seva tasca com a botànic, conservacionista, fitogeògraf i educador en aquesta última àrea destaquen entre els seus deixebles els Drs. Tobías Lasser i Francisco Tamayo.
Durant aquests anys fins al moment de la seva mort Pittier és incansable en la seva profunda tasca de crear i fer funcionar les institucions de l'Estat i privades que van estar al seu càrrec. En aquest sentit cal ressaltar la missió escomesa al Museu Comercial de Veneçuela, institució la qual funda i a la que estarà adscrit l'Herbari Nacional, avui Institut Botànic. Va ser fundador de les revistes Museu Comercial i del Butlletí Comercial i Industrial.
A l'octubre de 1931 va ocupar la direcció de l'Observatori Cajigal fins a 1933. En aquest breu temps, amb el suport d'Alfredo Jahn, que l'havia recomanat, va aconseguir de part del Govern Nacional l'adquisició de nous instruments. Tanmateix, els seus treballs es van especialitzar en observacions meteorològiques. La seva crítica a l'estat en què va trobar aquesta institució, el va fer entrar en conflicte amb el Col·legi d'Enginyers de què va ser membre honorari.
A partir de 1936, va ser cap de Servei Botànic del Ministeri d'Agricultura i Cria, càrrec que va ocupar fins als seus últims dies.
Seu és el mèrit d'haver aconseguit la creació del parc nacional Ranxo Gran en 1937, al nord de Maracay a l'estat Aragua, primer parc nacional de país, i que avui porta el seu nom (parc nacional Henri Pittier). Va dedicar anys d'estudi a la flora i la fauna del País, contribuint a l'augment de 2.000 a 12.000 les fitxes catalogades en l'Herbari Nacional, actualment anomenat Institut Botànic. Pittier va ser autor de prop de 290 treballs científics publicats en revistes de diversa índole. La seva principal obra, Manual de les plantes usuals de Veneçuela (1926) ha estat reimpresa 3 vegades. També va dedicar la seva atenció a estudis etnogràfics i lingüístics dels indígenes de l'Amèrica Central i Colòmbia.

## Publicacions
- 1908. Ensayo sobre las plantas usuales de Costa Rica H. L. J. B. McQueen. Washington, D. C.
- 1918. Our present knowledge of the forest formation of the Isthmus of Panama // J. of Forestry 16 (1): 76-84
- 1920. La evolución de las ciencias naturales y las exploraciones botánicas en Venezuela // Cultura Venezolana. 2(14): 146-171
- 1920. Mapa Ecológico de Venezuela. Litografía Comercio. Caracas
- 1922. Acerca de nuestras maderas // Cultura Venezolana. 5(38): 227-247
- 1923. Notes on plants colleted in Tropical America // Journal of the Washington Academy of Sciences. 13(19): 428-431
- 1926. Manual de las plantas usuales de Venezuela. Litografía del Comercio, Caracas. 458 p.
- 1926. Manual de agricultura tropical [archive]. Nicholls. E., éd. España
- 1927. Estudio de los productos forestales en Venezuela. Tipografía Americana. Caracas
- 1928. Maderas del Delta del Orinoco // Boletín de la Cámara de Comercio de Venezuela. 172: 4010-4011
- 1928. Notas sobre la agricultura en Puerto Rico // Cultura Venezolana. 11 (87): 234.244
- 1931. Estado actual de nuestros conocimientos acerca de la flora de Venezuela // Boletín de la Sociedad Venezolana de Ciencias Naturales. 4: 133-152
- 1931. La expedición al Pacaraima // Cultura Venezolana. 14 (113): 200-205
- 1939. Clave analítica de las familias de plantas superiores de la América Tropical. Caracas
- 1939. Suplemento a las plantas usuales de Venezuela. Elite. Caracas. 129 pp.
- 1942. La mesa de Guanipa; ensayo de fitogeografia. Tipografía Garrido. Caracas
- 1943. El Herbario del Servicio Botánico del Ministerio de Agricultura y Cría // El Agricultor Venezolano. 7 (85-86): 21-27

## Honors
El govern de Veneçuela atorga l'Ordre Henri Pittier de Mèrit a la Conservació i el primer parc nacional Ranxo Gran porta el seu nom.

### Eponímia

#### Gèneres
- Pittiera Cogn. 1891 [= Polyclathra Bertol. 1840]
- Pittierella Schltr. 1906 [= Cryptocentrum Benth. 1880]
- Pittierothamnus Steyerm. 1962 [= Amphidasya Standl. 1936]

#### Espècies (més de 500)
- (Acanthaceae) Pseuderanthemum pittieri Leonard in Standl.
- (Actinidiaceae) Saurauia pittieri Donn.Sm.
- (Annonaceae) Guatteria pittieri R.E.Fr.
- (Anthericaceae) Echeandia pittieri Cruden
- (Apocynaceae) Alstonia pittieri (Donn.Sm.) A.H.Gentry
- (Araceae) Dieffenbachia pittieri Engl. & K.Krause
- (Araliaceae) Didymopanax pittieri Marchal ex T.Durand & Pitt.
- (Arecaceae) Phytelephas pittieri O.F.Cook
- (Asclepiadaceae) Matelea pittieri (Standl.) Woodson